# 1905 год в истории железнодорожного транспорта
1905 год в истории железнодорожного транспорта

## События
- Начаты работы по строительству вокзала Флиндерс-Стрит Стейшн.
- 15 января основаны Главные железнодорожные мастерские Ташкентской железной дороги. Впоследствии Оренбургский локомотиворемонтный завод.

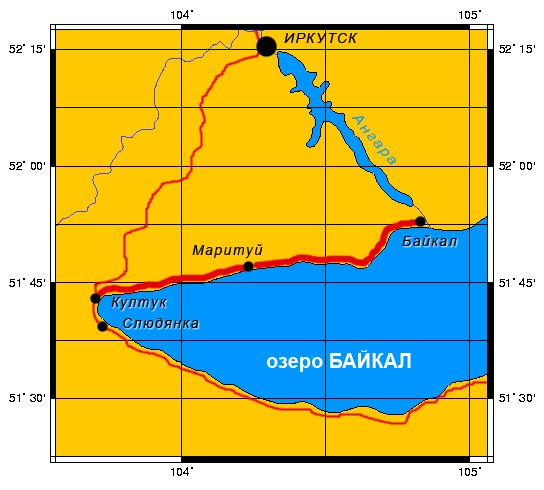
Карта Кругобайкальской железной дороги

- 16 (29) октября 1905 год — Началась постоянная эксплуатация Кругобайкальской железной дороги, сделавшей возможным непрерывное железнодорожное путешествие без использования паромных переправ от берегов Атлантического океана до Тихого.
- В Петербурге на заседании Русского технического общества впервые обсуждён проект тепловоза.[1]
- В США построен и испытан в штате Пенсильвания паровоз, развивший скорость 204 километров в час.
- На территории Замбии построена первая железная дорога.[1]
- На территории Того построена первая железнодорожная линия Ломе — Анехо длиной 525 километра.[1]
- Основаны Александровские Екатерининские паровозные мастерские, в дальнейшем Запорожский электровозоремонтный завод.
- В 1905 году прошёл VII Международный железнодорожный конгресс в Вашингтоне (США).

## Новый подвижной состав
- С завода Лондонской и Юго-Западной железной дороги у Девяти Вязов вышла партия из пяти 2-3-0 паровозов LSWR F13 class главного инженера дороги Дугалда Драммонда.
- На заводе фирмы Società Italiana Westinghouse в Вадо-Лигуре начато производство трёхфазных электровозов E.550. Электровозы имели мощность 1500 кВт, сцепной вес 63 тонн, максимальную скорость 50 км/ч. Эти электровозы продемонстрировали способность к ведению тяжёлых по меркам того времени поездов с постоянной скоростью по горным железнодорожным линиям вблизи Генуи. В дальнейшем, в 1919 году этот завод будет приобретён фирмой Tecnomasio Italiano-Brown-Boweri.